# Бёртон, Джейк
Джейк Бёртон Карпентер (англ. Jake Burton Carpenter; род. 29 апреля 1954 года в Эль-Пасо, Техас, США — 20 ноября 2019 года Стоуи, Вермонт, США) — американский сноубордист, является основателем «Бёртон Сноубоардс» (англ. Burton Snowboards) и изобретателем сноуборда.

## Биография
Самый младший из четырёх детей в семье, Джейк вырос в Сидархерст Cedarhurst, New York — довольно престижном пригороде Нью-Йорка. Среднее образование Карпентера началось в школе Брукс в Северном Андовере, Массачусетс. После окончания Школы Марвелвуда (Marvelwood School), в то время в Корнуолле, Коннектикут, он зарегистрировался в университете Колорадо. Будучи заядлым лыжником, Карпентер надеялся присоединиться к университетской лыжной команде, однако его соревновательная лыжная карьера закончилась автомобильной аварией. После нескольких лет учёбы в колледже он возобновил учёбу в Нью-Йоркском университете, получив диплом экономиста.
После колледжа интересы Карпентера вернулись на склоны. Работая в сарае в Лондондерри, штат Вермонт, он усовершенствовал снёфер (англ. Snurfer), базовый игрушечный сноуборд, в котором была верёвка, позволяющая катальщику немного контролировать доску. К концу 1970-х годов он присоединился к небольшому количеству производителей, которые начали продавать сноуборды с такими конструктивными особенностями, как сердцевина из многослойного гнутого дерева и жёсткое крепление, которое прочно удерживало доску на ботинке владельца. Бёртону приписывают развитие экономической экосистемы вокруг сноуборда как образа жизни, спорта и культуры в дополнение к ведущему производителю досок. Компания Burton является одним из крупнейших в мире производителей сноуборда и сноубордического оборудования с конца 1980-х годов.
Жена Карпентера, Донна, работает генеральным директором. Карпентер считал важным то, чтобы женщины занимали руководящие должности и руководили в частных компаниях.
В 2013 году Донна Карпентер заявила, что Burton Snowboards контролирует 40-45% рынка сноубординга, объем которого составил 236 млн. долларов. Она сказала, что на американский рынок приходится 35% бизнеса.

## Личная жизнь
Карпентер жил в Стоу, штат Вермонт, со своей женой Донной и его сыном Тими. У Карпентера также было два других сына, Джордж и Тейлор.
Бёртон Карпентер был членом Зала спортивной славы Вермонта. В последние годы Карпентер беспокоили проблем со здоровьем: травмы колена, рак яичка, лёгочная эмболия и, в частности, вариант синдрома Гийена-Барре по Миллеру Фишеру, редкое и серьёзное неврологическое расстройство.
Карпентер умер 20 ноября 2019 года в Берлингтоне, штат Вермонт.